# Армавирская улица (Екатеринбург)
Армави́рская у́лица — улица и одна из основных магистралей в жилом районе «Горнозаводский» Железнодорожного административного района Екатеринбурга.

## Расположение и благоустройство
Армавирская улица проходит с запада на восток, два раза «ломаясь» на протяжении своей длины. Начинается от улицы Лётчиков и заканчивается улицей Завокзальной. Пересекается с Книжным проездом и улицами Тагильская, Ереванская, Подгорная, Артинская. Также в Армавирской улице заканчивается тупиком улица Майкопская.

## Транспорт

### Наземный общественный транспорт
По улице проходит маршрут 57 автобуса, а также маршрутного такси №021.

### Ближайшие станции метро
Действующих станций Екатеринбургского метрополитена на данной улице нет, линий метро к улице проводить не запланировано. Ближе всего расположена станция метро «Уральская» (примерно в 700 м).

## Примечательные здания и сооружения
- № 26 — Социально-профессиональный техникум «Строитель»